# Mycale lingua
Mycale lingua är en svampdjursart som först beskrevs av James Scott Bowerbank 1866.  Mycale lingua ingår i släktet Mycale och familjen Mycalidae. Arten är reproducerande i Sverige. Inga underarter finns listade i Catalogue of Life.